# NGC 144
NGC 144 è una galassia a spirale situata nella costellazione della Balena. Si presenta vista di faccia, ha una classe di luminosità III e contiene delle regioni di idrogeno ionizzato.

## Scoperta
NGC 144 è stata scoperta nel 1886 dall'astronomo americano Frank Müller, in un gruppo di tre galassie di cui fanno parte anche NGC 142 e NGC 143.